# Катастрофы в истории воздухоплавания
Катастрофы в истории воздухоплавания — перечень катастроф аппаратов легче воздуха, являющихся значимыми по одному или более признаку и приведших к гибели или пропаже без вести одного или более человек, находившихся на борту воздушного судна. Для более подробной информации о других катастрофах — см. Список авиационных катастроф.

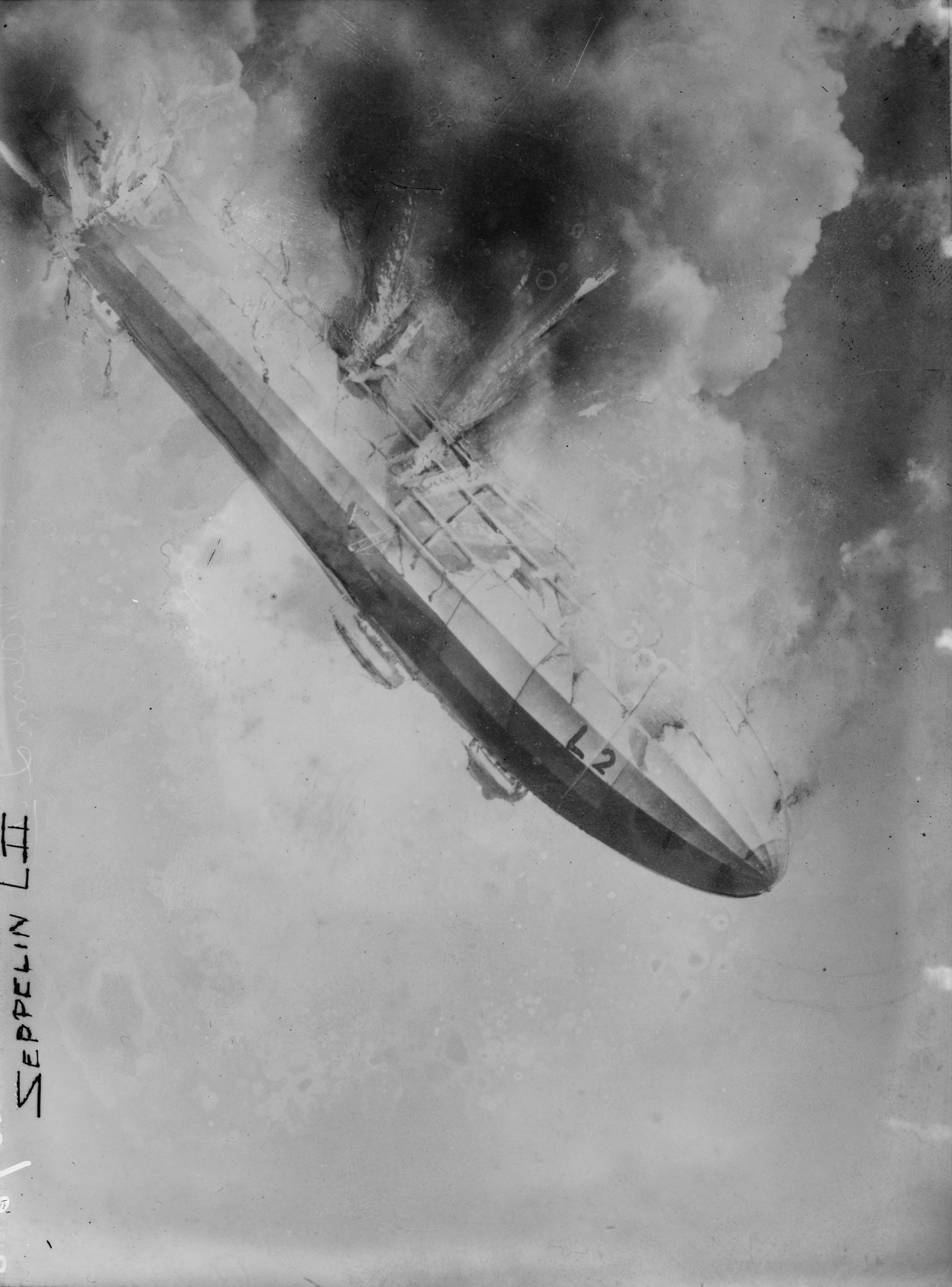
Катастрофа германского цеппелина «L2» 17.10.1913

## Катастрофы дирижаблей в мировой истории
- 21 февраля 1922 года — крушение дирижабля «Рома» в Норфолке.
- 25 мая 1928 года — гибель дирижабля «Италия» (Италия).
- 5 октября 1930 года — катастрофа британского пассажирского дирижабля R101 в северной Франции. Погибли 48 человек.
- Гибель дирижабля «Дискмюд» (Франция).
- В ночь на 4 апреля 1933 года — падение в море американского авианесущего дирижабля «Акрон». Погибли 73 человека из 76 находившихся на борту.
- 6 мая 1937 года — катастрофа (пожар) немецкого пассажирского цеппелина «Гинденбург» на базе ВМС США Лейкхерст. Погибли 36 человек.
- 6 февраля[1] 1938 года советский дирижабль «СССР В-6» врезался в гору недалеко от города Кандалакша. Погибли 13 человек.

## Крупнейшие катастрофы аэростатов

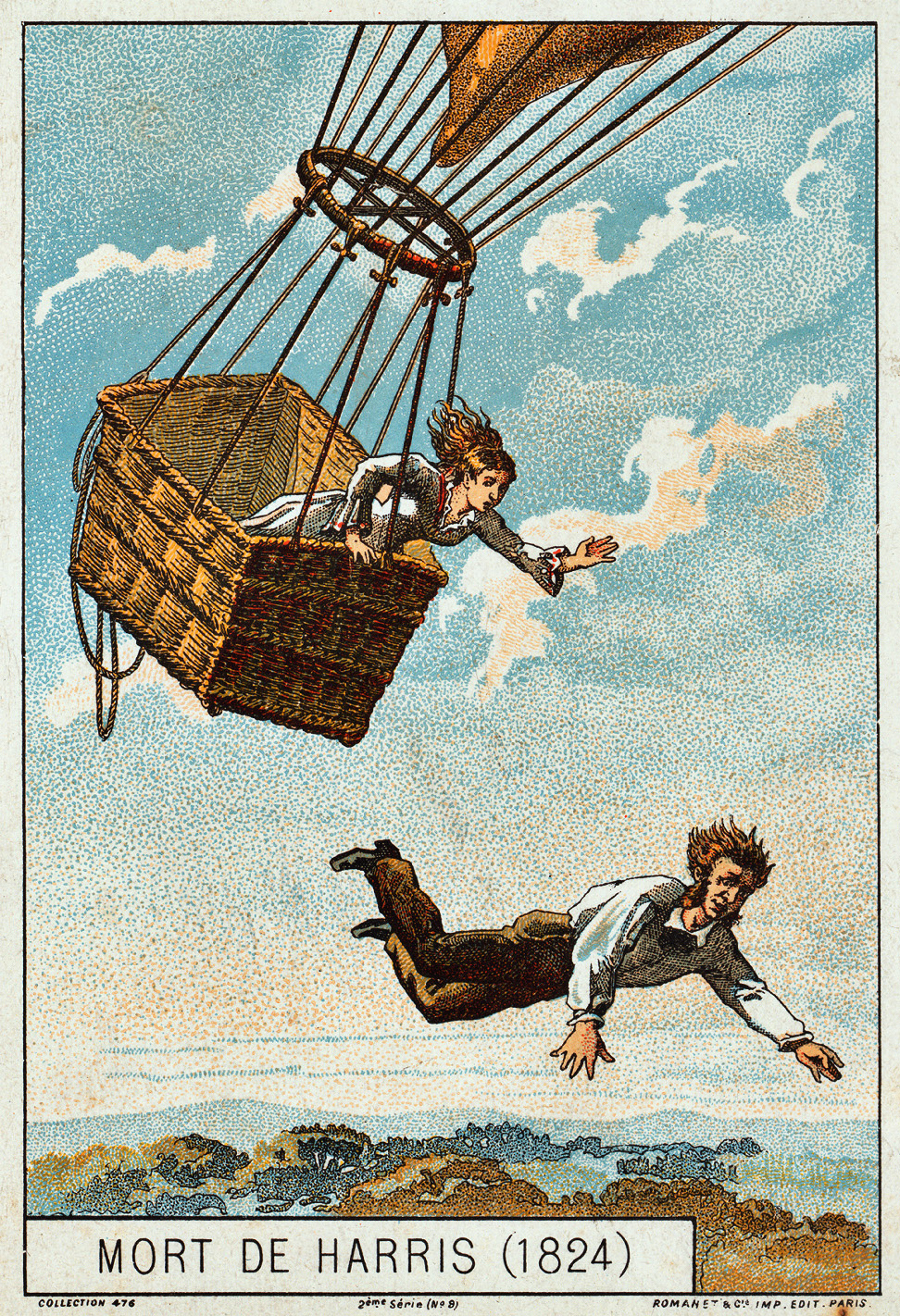
Почтовая открытка «Гибель Харриса», иллюстрирующая ложную легенду, согласно которой он выбросился из корзины теряющего газ аэростата ради спасения своей невесты.

- Счёт погибшим в результате катастроф воздушных шаров был открыт 15 июня 1785 года. В этот день погибли пилот, физик, изобретатель Жан Франсуа Пилатр-де-Розье и его друг — механик Ромен.
- 6 июля 1819 г. — гибель знаменитой воздухоплавательницы Софи Бланшар во время показательного полёта над Парижем.
- 25 мая 1824 г. — лейтенант Томас Харрис[англ.], изобретатель клапана для выпуска газа из воздушного шара, погиб при падении шарльера из-за неконтролируемой утечки водорода. Его спутница получила тяжёлые травмы, но осталась жива.
- 13 августа 1989 года над австралийским городом Алис-Спрингс столкнулись в полёте два воздушных шара с экскурсантами. Корзина одного из монгольфьеров пропорола оболочку второго шара. Пострадавший шар рухнул на землю. Пилот и 12 пассажиров погибли в катастрофе. Эта катастрофа занесена в книгу рекордов Гиннесса[2] как крупнейшая катастрофа монгольфьера за всю историю воздухоплавания. Однако катастрофа воздушного шара в Луксоре (2013) превзошла её по количеству жертв (19).
- 12 сентября 1995 года в Белоруссии близ г. Берёза военным вертолётом Ми-24 был сбит монгольфьер американских воздухоплавателей Алана Френчеля и Джона Стюарта. Оба они погибли[3][4].
- 14 августа 2003 года в районе населённого пункта Кастен-Бай-Бехаймкирхен (Австрия) из-за сильного ветра монгольфьер потерял управление и зацепил высоковольтную ЛЭП. Из троих находившихся в воздушном шаре людей погибли двое мужчин. Выжила только жена одного из них, которая находилась на 28-й неделе беременности. Она немедленно была доставлена в больницу, где и родила дочь[5].
- 31 августа 2007 года — близ Ванкувера загорелся и рухнул на землю монгольфьер. Из тринадцати человек, находившихся на борту воздушного шара, погибли (заживо сгорели) двое (мать и дочь)[6].
- 17 мая 2008 года — близ деревни Сёмков Городок Минского района корзина монгольфьера ударилась о крышу одного из домов, затем о стену другого. При столкновении из неё выпали два человека — пилот и 8-летняя девочка, которые были травмированы, но это спасло им жизнь. Двое оставшихся в воздушном шаре погибли, ибо далее корзина ударилась о землю, и в ней взорвались сразу все четыре баллона с газом[7].
- 14 октября 2008 года — В КНР возле города Гуйлинь загорелся и рухнул на землю воздушный шар. Из семи человек, находящихся в корзине монгольфьера, погибли четверо. Все жертвы — граждане Нидерландов[8].
- 25 мая 2009 года в турецкой провинции Невшехир воздушный шар, на котором находились туристы из Великобритании, потерпел аварию и упал на землю. Семь британцев получили тяжёлые травмы, один турист погиб в катастрофе[9].
- 7 января 2012 года в Новой Зеландии в окрестностях города Картертон загорелся и рухнул на ЛЭП воздушный шар. Из 11 человек (семейные пары и пилот) находившихся в корзине монгольфьера, никто не выжил, все погибли[10].
- 26 февраля 2013 года близ египетского курортного города Луксор загорелся, взорвался и упал с высоты 300 метров тепловой воздушный шар с туристами. В его гондоле находился 21 человек, выжили только двое из них[11].
- 20 мая 2013 года два воздухоплавательных аппарата столкнулись в небе на высоте около 300 метров над турецкой провинцией Невшехир, являющейся частью исторической местности Каппадокия. После этого один из шаров упал на землю. При падении погибли трое, находившиеся на борту остальные 18 человек получили различные травмы[12].

## Катастрофы стратостатов в историиСССР

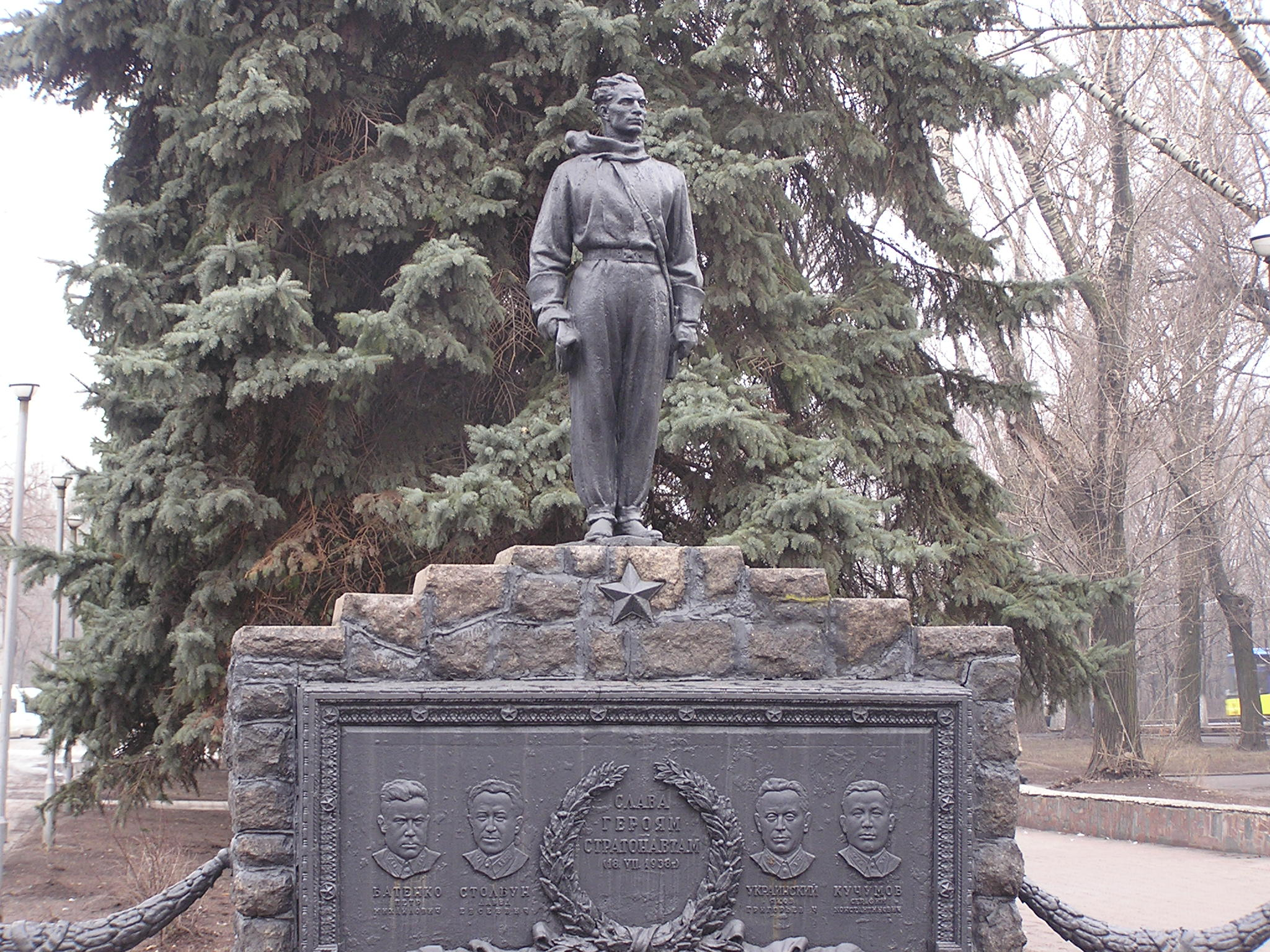
Памятник стратонавтам на месте гибели в г. Донецке

- 30 января 1934 года — катастрофа стратостата «Осоавиахим-1»[13] при завершении первого в мировой истории стратосферного полёта в зимнее время. Находившиеся в гондоле стратостата командир экипажа П. Ф. Федосеенко, бортинженер А. Б. Васенко и научный сотрудник И. Д. Усыскин погибли.
- 18 июля 1938 г. из-за отказа кислородного оборудования погибли воздухоплаватели Яков Григорьевич Украинский, Серафим Константинович Кучумов, Петр Михайлович Батенко и Давид Евсеевич Столбун, стартовавшие 16 июля с лётного поля под Звенигородом (Подмосковье) на субстратостате ВВА-1 для изучения влияния высотного давления на организм человека[14].